# Museo de Arqueología de Kiev

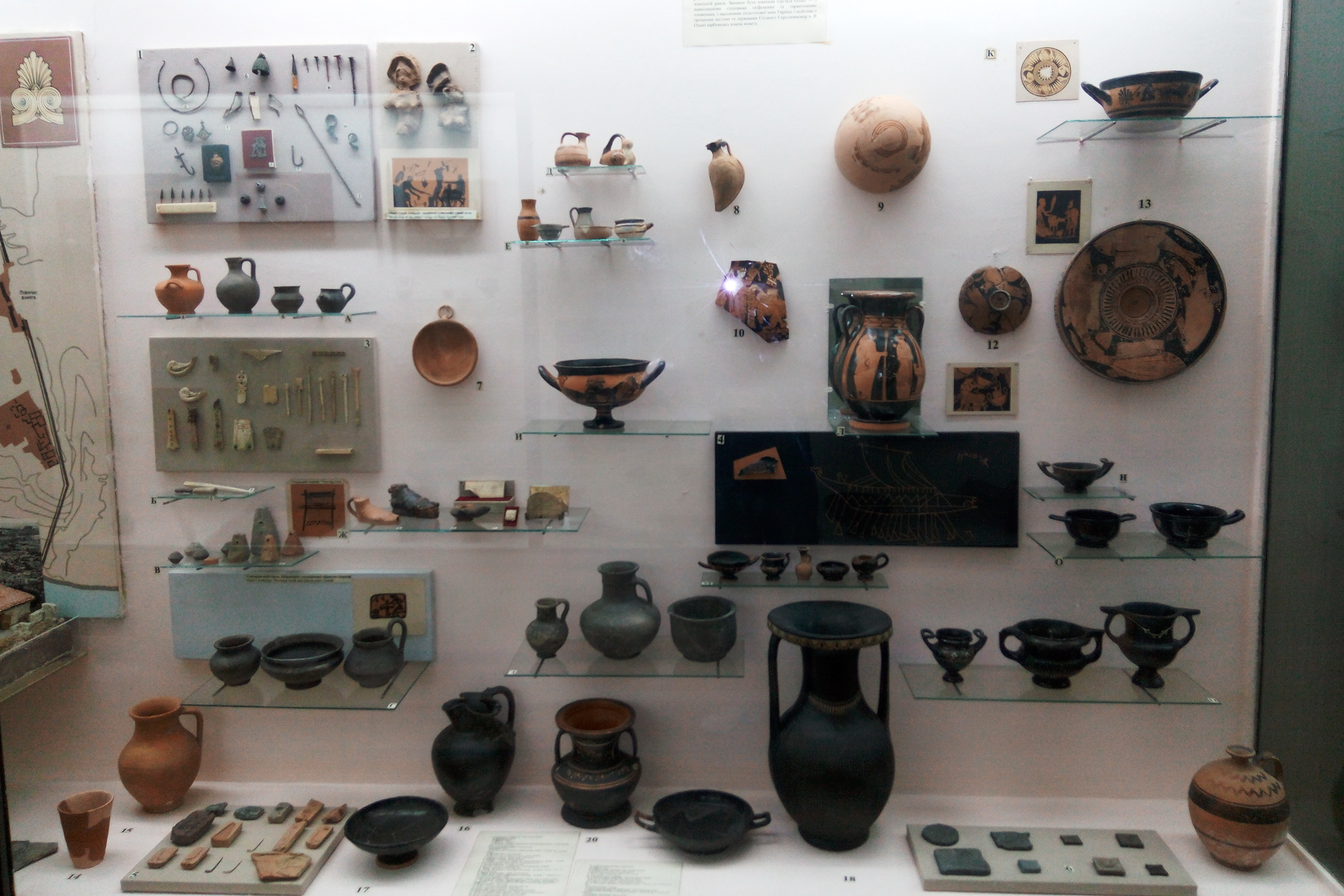
Detalle de una sección del museo arqueológico de Kiev.

El Museo de Arqueología de Kiev está situado en la calle B. Jmelnitskogo, nº 15.
Fue fundado en 1966 como departamento científico del Instituto de Arqueología y desde 19 de mayo del 1969 está abierto para visitantes. 
El fundador y el primer director del museo fue I.Shovkoplias. En la creación de los primeros fondos han trabajado S.Krizhitskiy, V.Gladilin, S.Bratchenko, V.Goncharov, V.Korpusova, V.Lapin, E.Petrovska.
En las cuatro salas del museo, que ocupan 500 metros cuadrados, están representados más o menos 10 000 artículos, que permiten a los visitantes ver la historia de Ucrania desde los tiempos de la Edad de Piedra hasta la Edad Media.